# معتمدية حمام سوسة
معتمدية حمام سوسة إحدى معتمديات الجمهورية التونسية، تابعة لولاية سوسة.